# 해럴드 홀트
해럴드 에드워드 홀트(영어: Harold Edward Holt, 1908년 8월 5일 ~ 1967년 12월 17일)는 오스트레일리아의 정치인이다.

## 생애
홀트는 오스트레일리아의 총리를 지냈으며 미국의 베트남 정책을 지지했다. 홀트는 린든 B. 존슨 대통령의 오스트레일리아 방문을 주선했는데, 존슨의 오스트레일리아 방문은 미국의 현직 대통령으로서는 공식적으로 처음있는 일이었다. 1933년, 멜버른에서 변호사로 활동하다가 오스트레일리아 연합당에 관심을 가지게 되었고, 1935년 연방의회 의원으로 선출되었다. 1941년 로버트 멘지스 총리 밑에서 전시 동원을 위해 노동, 국민병역부를 조직했다. 1949년 멘지스가 다시 권력을 잡자 홀트는 노동장관, 이민장관을 지냈다. 1956-1966년 하원의장 겸 자유당 부당수로 활동했고, 1958-1966년에는 연방 재무장관을 역임했다. 그러나 1960년 그의 엄격한 물가상승 억제정책이 경기후퇴를 야기했기 때문에 자유당은 1961년 선거에서 패배했다. 1966년 멘지스의 뒤를 이어 총리가 된 홀트는 남베트남에 대한 오스트레일리아 군대의 지원을 확대하여 논쟁을 불러일으켰으나, 1966년 후반 다수표를 얻어 총리에 재선되었다. 아시아인 이민에 대한 장벽이 일부 남아 있기는 했지만 그는 오스트레일리아 시민이 되기 위한 자격조건과 입국을 위한 예비조건을 완화해 백호주의를 사실상 무력화 시켰다.

## 실종
수영을 즐겨 했던 그는 주변의 염려에도 "총리가 익사하거나 상어에 잡아먹힐 확률이 얼마나 되겠나"며 대수롭지 않게 생각했다. 1967년 빅토리아주 포트시 인근의 바스 해협에 있는 "내 손등만큼 잘 안다"고 자신한 체비엇 해안에서 수영하다 실종되었다. 실종 이후 2시간만에 생중계된 대규모 수색 작업에 들어갔지만 발견되지 못하고 존 맥퀸이 총리직을 계승하였다. 홀트의 시신은 지금까지 발견되지 못했고, 그에게 무슨 일이 생겼는지는 많은 억측의 대상이 되었다. 대표적인 음모론은 홀트가 중화인민공화국의 간첩이었고, 잠수함을 타고 중국으로 갔다는 것이다. 이 이론은 홀트가 중국 요리도 싫어했다는 아내의 증언으로 설득력을 잃었다.
현직 총리의 갑작스런 실종으로 오스트레일리아에서는 갑자기 떠나버린다는 뜻의 '해럴드 홀트 하다(To Do a Harold Holt)'라는 은어가 생겼다.그의 지역구였던 멜버른 인근 글렌 아이리스에는 그의 이름을 딴 수영장이 생겼다.

## 같이 보기
- 해럴드 홀트 실종 사건

## 역대 선거 결과
| 선거명      | 직책명                   | 대수 | 정당                  | 1차 득표율 | 1차 득표수 | 2차 득표율 | 2차 득표수 | 결과 | 당락                 |
| ----------- | ------------------------ | ---- | --------------------- | ---------- | ---------- | ---------- | ---------- | ---- | -------------------- |
| 1935년 선거 | 하원의원 (포크너 선거구) | 14대 | 통합 오스트레일리아당 | 59.9%      | 24,594표   |            |            | 1위  | 포크너 하원의원 당선 |
| 1937년 선거 | 하원의원 (포크너 선거구) | 15대 | 통합 오스트레일리아당 | 55.1%      | 33,277표   |            |            | 1위  | 포크너 하원의원 당선 |
| 1940년 선거 | 하원의원 (포크너 선거구) | 16대 | 통합 오스트레일리아당 | 60.8%      | 38,387표   |            |            | 1위  | 포크너 하원의원 당선 |
| 1943년 선거 | 하원의원 (포크너 선거구) | 17대 | 통합 오스트레일리아당 | 33.4%      | 23,931표   | 58.0%      | 41,602표   | 1위  | 포크너 하원의원 당선 |
| 1946년 선거 | 하원의원 (포크너 선거구) | 18대 | 오스트레일리아 자유당 | 53.5%      | 39,047표   |            |            | 1위  | 포크너 하원의원 당선 |
| 1949년 선거 | 하원의원 (히긴스 선거구) | 19대 | 오스트레일리아 자유당 | 66.8%      | 26,018표   |            |            | 1위  | 히긴스 하원의원 당선 |
| 1951년 선거 | 하원의원 (히긴스 선거구) | 20대 | 오스트레일리아 자유당 | 64.4%      | 24,217표   |            |            | 1위  | 히긴스 하원의원 당선 |
| 1954년 선거 | 하원의원 (히긴스 선거구) | 21대 | 오스트레일리아 자유당 | 65.4%      | 22,849표   |            |            | 1위  | 히긴스 하원의원 당선 |
| 1955년 선거 | 하원의원 (히긴스 선거구) | 22대 | 오스트레일리아 자유당 | 64.4%      | 25,476표   |            |            | 1위  | 히긴스 하원의원 당선 |
| 1958년 선거 | 하원의원 (히긴스 선거구) | 23대 | 오스트레일리아 자유당 | 63.2%      | 24,486표   |            |            | 1위  | 히긴스 하원의원 당선 |
| 1961년 선거 | 하원의원 (히긴스 선거구) | 24대 | 오스트레일리아 자유당 | 56.7%      | 22,004표   |            |            | 1위  | 히긴스 하원의원 당선 |
| 1963년 선거 | 하원의원 (히긴스 선거구) | 25대 | 오스트레일리아 자유당 | 60.1%      | 22,835표   |            |            | 1위  | 히긴스 하원의원 당선 |
| 1966년 선거 | 하원의원 (히긴스 선거구) | 26대 | 오스트레일리아 자유당 | 63.3%      | 23,918표   |            |            | 1위  | 히긴스 하원의원 당선 |